# Neighbourhood Threat
Neighbourhood Threat è il primo album in studio dei Johnny Crash, uscito nel 1990 per l'Etichetta discografica CBS/WTG Records.

## Il Disco
Johnny Crash non vennero mai citati per essere stati innovativi. Il disco, (il quale titolo venne preso da un brano scritto da Iggy Pop e David Bowie), era uno "sleaze metal" fortemente influenzato dallo stile degli AC/DC con una vena di Aerosmith e Guns N'Roses che si rivelò un buon album per gli amanti di queste sonorità grazie a brani aggressivi e adrenalinici come "Axe to the Wax", "Hey Kid", "No Bones About It" e "Thrill of the Kill". Certo band come i Crash proliferavano nell'area della Sunset Strip e non solo, e Neighborhood Threat non fu né un disco oltre gli schemi né una grande novità in termini di stile. Venne estratto il brano "Hey Kid", di cui poi venne prodotto il videoclip su MTV. Effettivamente il disco all'uscita non ebbe affatto buoni riscontri. Il tutto provocò una crisi all'interno della band con conseguente cambio di formazione e abbandono da parte dell'etichetta CBS.
Neighbourhood Threat è comunque un ottimo album che confermò il loro amore per la musica più che l'adattarsi alle tendenze dettate dalle major. Anche se questo provocò lo scioglimento della band, regalarono agli appassionati un'altra testimonianza di un buon heavy metal nell'ultimo periodo di gloria del genere.

## Tracce
1. Hey Kid
2. No Bones About It
3. All The Way In Love
4. Thrill Of The Kill
5. Axe To The Wax
6. Sink Or Swim
7. Crack Of Dawn
8. Freedom Road
9. Halfway To Heaven
10. Trigger Happy
11. Baby's Like A Piano

## Formazione
- Vicki James Wright - voce
- August Worchell - chitarra solista
- Christopher Stewart - chitarra ritmica
- Andy Rogers - basso
- Stephen "Punkee" Adamo - batteria

### Altri musicisti
- Danny Stag - cori nella traccia 8
- J.B. Frank - cori nella traccia 8